# قاي ستيرنبيرغ
قاي ستيرنبيرغ (بالإنجليزية: Guy Sternberg)‏ هو أشجاري ‏ أمريكي، ولد في 1947.